# Układ stowarzyszeniowy
Układ stowarzyszeniowy – umowa międzynarodowa, którą Unia Europejska zawiera z krajami trzecimi, której celem jest ustanowienie ram wszechstronnego prowadzenia stosunków dwustronnych.
W niektórych przypadkach umowa przygotowuje kraje do przyszłego członkostwa w Unii Europejskiej. Układy stowarzyszeniowe różnią się w zależności od kraju partnerskiego, mimo to muszą spełniać następujące kryteria: podstawą wniosku jest art. 217 traktatu o funkcjonowaniu Unii Europejskiej; kraj kandydujący musi mieć zamiar ustanowienia ścisłej współpracy gospodarczej i politycznej w stopniu wyższym od zwykłej współpracy; kraj kandydujący musi utworzyć organy do zarządzania kooperacją, właściwe do podejmowania decyzji, wiążące strony umowy; kraj kandydujący musi zaoferować klauzulę największego uprzywilejowania; kraj kandydujący musi zapewnić uprzywilejowane relacje z Unią Europejską; kraj kandydujący musi zaoferować klauzulę o poszanowaniu praw człowieka i zasad demokratycznych. W wielu przypadkach umowa o stowarzyszeniu zastępuje umowę o współpracy.

## Kraje stowarzyszone
| Kraj                 | Rozpoczęcie negocjacji o stowarzyszeniu | Podpisanie stowarzyszenia                                                     | Wejście w życie stowarzyszenia                                                                                                 |
| -------------------- | --------------------------------------- | ----------------------------------------------------------------------------- | --- |
| Albania              | styczeń 2003                            | 12 czerwca 2006                                                               | 1 kwietnia 2009 |
| Algieria             | czerwiec 1997                           | 22 kwietnia 2002                                                              | 1 września 2005 |
| Bośnia i Hercegowina | 25 listopada 2005                       | 16 czerwca 2008                                                               | 1 czerwca 2015 |
| Chile                | 2000                                    | 18 listopada 2002                                                             | 1 marca 2005 |
| Czarnogóra           | 26 września 2006                        | 15 października 2007                                                          | 1 maja 2010 |
| Egipt                | marzec 1995                             | 21 czerwca 2001                                                               | 1 czerwca 2004 |
| Gruzja               | 15 lipca 2010                           | 27 czerwca 2014                                                               | 1 lipca 2016 |
| Islandia             | 1990 w ramach EOG                       | 2 maja 1992 w ramach EOG                                                      | 1 stycznia 1994 w ramach EOG                                                                                                   |
| Izrael               | grudzień 1993                           | 20 listopada 1995                                                             | 1 czerwca 2000 |
| Jordania             | 18 lipca 1995                           | 24 listopada 1997                                                             | 1 maja 2002 |
| Kosowo               | 28 października 2013                    | 27 października 2015                                                          | 1 kwietnia 2016 |
| Liban                | listopad 1995                           | 17 czerwca 2002                                                               | 1 kwietnia 2006 |
| Macedonia Północna   | marzec 2000                             | 9 kwietnia 2001                                                               | 1 kwietnia 2004 |
| Maroko               | wiosna 1992                             | 26 lutego 1996                                                                | 1 marca 2000 |
| Mołdawia             | 12 stycznia 2010                        | 27 czerwca 2014                                                               | 1 lipca 2016 |
| Palestyna            | maj 1996                                | 24 lutego 1997                                                                | 1 lipca 1997 |
| Serbia               | 1 października 2005                     | 29 kwietnia 2008                                                              | 1 września 2013 |
| Tunezja              | grudzień 1994                           | 17 lipca 1995                                                                 | 1 marca 1998 |
| Turcja               | 31 lipca 1959                           | 12 września 1963 – Ankara Agreement 22 grudnia 1995 – Unia celna              | 1 stycznia 1996 – Unia celna                                                                                                   |
| Ukraina              | 5 marca 2007                            | 21 marca 2014 – część polityczna umowy 27 czerwca 2014 – część handlowa umowy | 1 listopada 2014 – tymczasowe wejście w życie części politycznej 1 stycznia 2016 – tymczasowe wejście w życie części handlowej |

## Organizacje, które podpisały układ stowarzyszeniowy
| Kraj                                    | Rozpoczęcie negocjacji o stowarzyszeniu | Podpisanie stowarzyszenia |
| --------------------------------------- | --------------------------------------- | ------------------------- |
| System Integracji Środkowoamerykańskiej | 28 czerwca 2007                         | 29 czerwca 2012           |

## Kraje i organizacje, które rozpoczęły negocjacje o układzie stowarzyszeniowym
| Kraj        | Rozpoczęcie negocjacji o stowarzyszeniu |
| ----------- | --------------------------------------- |
| Andora      | 18 marca 2015                           |
| Armenia     | 15 lipca 2010                           |
| Azerbejdżan | 15 lipca 2010                           |
| Mercosur    | kwiecień 2000                           |
| Monako      | 18 marca 2015                           |
| San Marino  | 18 marca 2015                           |
| Syria       | marzec 1998                             |

## Kraje, które podpisały układ stowarzyszeniowy i stały się członkami Unii Europejskej
| Kraj      | Rozpoczęcie negocjacji o stowarzyszeniu | Podpisanie stowarzyszenia | Wejście w życie stowarzyszenia |
| --------- | --------------------------------------- | ------------------------- | ------------------------------ |
| Chorwacja | [ a ]                                   | 29 października 2001      | 1 lutego 2005                  |